# رد بول
رد بول (به انگلیسی: Red Bull) (به معنی: گاو نر قرمز) نام نشان تجارتی (برند) یک نوشابهٔ انرژی‌زا است محصول شرکت رد بول. هم‌اکنون این نوشیدنی در سراسر دنیا دارای محبوبیت زیادی است. در سال ۲۰۰۷ تعداد بیش از ۳ میلیارد و در سال 2019 به تعداد ۷٫۵ میلیارد قوطی در جهان بفروش رفته‌است. در ایران پرطرفدارترین نوشابه انرژی زاست اما در آبان ۱۳۹۴ رئیس سازمان دولتی غذا و دارو در ایران، ردبول را غیر بهداشتی و غیرشرعی دانست و در اقدامی عجیب ردبول را حرام و ممنوع اعلام کرد. استفاده از اسپرم گاو دلیل ممنوعیت استفاده از ردبول در ایران عنوان شده‌است، مناسب برای سنین بلوغ برای روابط بهتر.

## محتویات اصلی
ویتامین‌ها:

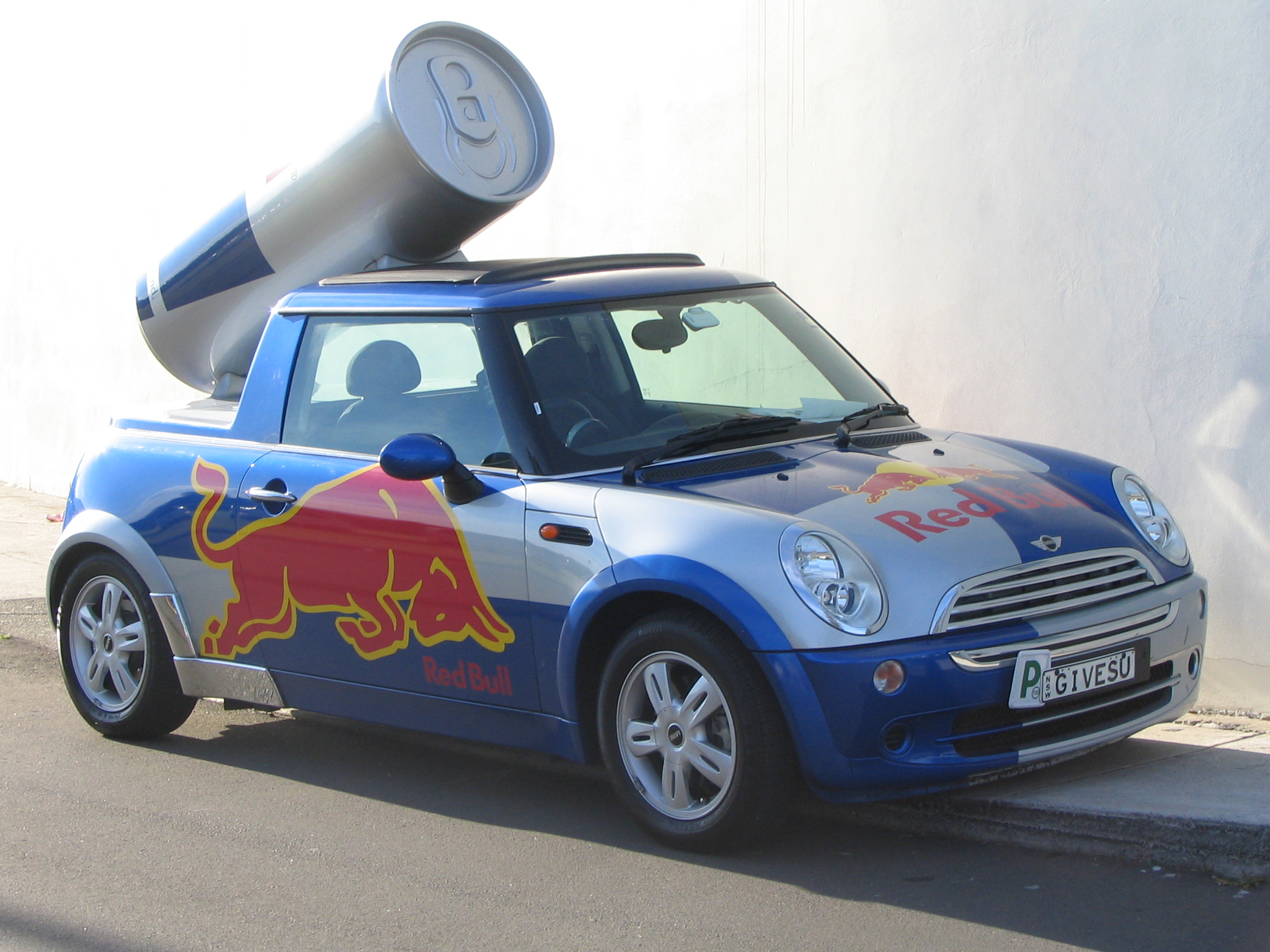

ویتامین‌های ب کمپلکس، جهت نرمال باقی‌ماندن فعالیت‌های بدن بسیار ضروری بوده و نقش حیاتی در استقامت فیزیکی ایفا می‌نماید. بر خلاف سایر ویتامین‌ها (آ، سی، دی و ای) بدن، قادر به جذب ویتامین ب کمپلکس «بسیار زیادی» نیست. هر آنچه که اضافی است به راحتی دفع می‌گردد.
- نیاسین: نوعی ویتامین با نام دیگر B-۳، که با جلوگیری از تولید تریگلیسرید باعث افزایش کلسترول مفید(HDL) می‌شود. متأسفانه مقدار کافی از نیاسین در این محصول وجود ندارد که بتواند این فایده را ایفا کند.

کافئین:
تأثیر تحریک‌کنندگی بر روی سیستم گردش خون و سیستم مرکزی اعصاب. هر قوطی۲۵۰ میلی‌گرم ردبول حاوی میزان کافئین موجود در یک فنجان قهوه فیلتر شده می‌باشد.
کربوهیدرات‌ها:
به‌عنوان یک منبع انرژی، تقریباً صرفاً به صورت ساکارز و گلوکز.
میزان انرژی هر قوطی ۴۸۰kj (۱۱۲٫۵ کیلو کالری)
گلوکورونولاکتون:
از ترکیب مولکول گلوکز و لاکتوز (قند شیر) به وجود می‌آید.
تسریع بخشیدن به دفع سموم بدن، تنظیم متابولیسم بدن، و کمک به بدن جهت تجدید قوا پس از یک تمرین سخت فیزیکی یا فعالیت فکری، در غلاتی مانند جو نیز یافت می‌شود. در حال حاضر این ترکیب از فرمولاسیون ردبول حذف شده‌است.
تورین:
به‌عنوان یک انتقال دهنده متابولیک عمل می‌کند.
آمینو اسیدی است که به‌طور طبیعی در بدن وجود دارد و دارای خاصیت دفع سموم می‌باشد.
در شرایطی که بدن انسان تحت فشار حاصل از فعالیت‌های بدنی شدید قرار می‌گیرد، مقدار تورین تولید شده جوابگوی نیاز بدن نیست. همچنین انقباضات قلبی را تقویت می‌نماید.
سدیم سیترات: معمولاً به عنوان نگه دارنده استفاده می‌شود، که به تبدیل گلوکز به لاکتید کمک می‌کند. این تأثیر چشمگیری را هنگام فعالیت‌های ورزشی به وجود می‌آورد.
اینوزیتول: نوعی کربوهیدرات موجود در ماهیچهٔ حیوانات که به‌طور شگفت‌آوری افسردگی، اضطراب و اختلالات روانی و عصبی را بهبود می‌دهد. این ترکیب می‌تواند سرطان را نابود سازد، اما حدود ۳۶۰ قوطی ردبول برای این پدیده لازم است و اینوزیتول نوشیدنی خاص خود را نیاز دارد.

## قوانین دربارهٔ ردبول
در ابتدا کشورهای فرانسه، دانمارک و نروژ از فروش ردبول جلوگیری می‌کردند اما از سال ۲۰۱۴ فروش ردبول در کلیهٔ ۲۸ کشور عضو اتحادیه اروپا و ۱۶۷ کشور جهان انجام می‌شود. در فرانسه به علت فوت ورزشکار ۱۸ ساله ایرلندی پس از نوشیدن ۴ قوطی نوشیدنی ردبول فروش این نوشیدنی ممنوع شد اما به دستور دادگاه قضایی اروپا دلایل این منع کافی نبود و این کشور مجبور به لغو تحریم شد. در بریتانیا و فرانسه تنها به زنان باردار و کودکان در مورد نوشیدن ردبول اخطار داده شده. در سال ۲۰۱۲ دو ملی پوش کویتی ۱۶ و ۲۱ ساله رشتهٔ اسکواش، پس از مصرف ردبول دچار حملهٔ قلبی شدند و پس از آن مصرف ردبول برای افراد زیر ۱۶ سال در کویت ممنوع اعلام شده‌است.

## ردبول در ایران
ردبول در ایران پرطرفدارترین نوشابه انرژی زاست اما در آبان ۱۳۹۴ رئیس سازمان دولتی غذا و دارو در ایران، ردبول را غیر بهداشتی و غیرشرعی دانست و در اقدامی عجیب ردبول را حرام و ممنوع اعلام کرد. استفاده از اسپرم گاو دلیل ممنوعیت استفاده از ردبول در ایران عنوان شده‌است.
اعلام غیربهداشتی و غیرشرعی بودن مصرف نوشابه ردبول تنها به علت ورود قاچاق نوع تقلبی آن به شبکهٔ عرضه می‌باشد. نمونهٔ اصلی آن که متعلق به شرکتی اتریشی است، مجوزهای لازم سازمان غذا و دارو را برای حضور در بازار مصرف دارا است و از نظر مصرف منعی ندارد. اما نمونهٔ تایلندی آن مجوز واردات نداشته و از طریق مبادی غیرقانونی وارد کشور شده‌است. این در حالیست که این دو نوشابه خیلی با هم شباهت دارند.[4]
داستان وجود بیضه و آلت تناسلی و اسپرم گاو در نوشابه ردبول، در رسانه‌های اجتماعی انگلیسی زبان نیز مشاهده می‌گردد. دلیل این مسئله این است که ریشه کلمه تائورین”Taurine”، یکی از مشتقات اصلی ردبول، از کلمه لاتینِ Taurus به معنای گاو نر گرفته شده‌است و وجود این ماده در بیضه گاو نر، بهانه‌ای برای شایعه پردازی جهت وجود بیضه گاو در این نوشیدنی گردیده‌است. و برگرفتن نام تجاری این شرکت از نامِ گاو نر نیز، بر این شایعات دامن زده‌است، که البته واقعیت غیر از این است.[5]